# Arzneimittel-Rabattvertrag
Ein Arzneimittel-Rabattvertrag ist eine vertragliche Vereinbarung zwischen einzelnen Arzneimittelherstellern und einzelnen deutschen gesetzlichen Krankenversicherungen über die exklusive Belieferung der Krankenversicherten mit einzelnen Arzneimitteln des Herstellers. Möglich wurden diese direkten Belieferungsverträge durch das im Januar 2003 in Kraft getretene Beitragssatzsicherungsgesetz (BSSichG). Das im Mai 2006 in Kraft getretene Arzneimittelversorgungs-Wirtschaftlichkeitsgesetz (AVWG) und das GKV-Wettbewerbsstärkungsgesetz erweiterten ab dem 1. April 2007 die Möglichkeiten der Krankenkassen noch einmal. Zeitgleich starteten viele gesetzliche Krankenkassen die Arzneimittelversorgung ihrer Versicherten mithilfe der neuen Rabattverträge. Das Ziel, das die Bundesregierung mit den beiden Gesetzen und den daraus resultierenden Arzneimittel-Rabattverträgen verfolgt, ist die Kostensenkung bei den Arzneimittelausgaben der gesetzlichen Krankenkassen. Diese Ausgabenreduktion soll zur Absenkung der Lohnnebenkosten beitragen.
Die Rabattverträge sind „streng geheim“ und werden deshalb nicht veröffentlicht. Durch einen Kommunikationsfehler einer AOK wurden im Oktober 2021 jedoch erstmals vertrauliche Informationen bekannt. Danach sind Rabatte in Höhe von bis zu 99,96 Prozent vorgekommen. Diese „brutalen Rabatte“ führten zu „Wie-geschenkt-Preisen“, sie seien weder auskömmlich noch kostendeckend, aber wettbewerbsverdrängend.

## Gesetzliche Grundlagen und erhoffte Wirkungen
Das Beitragssatzsicherungsgesetz (BSSichG), das am 1. Januar 2003 in Kraft trat, ermöglichte den gesetzlichen Krankenkassen in Deutschland, mit einem oder mehreren Arzneimittelherstellern Verträge abzuschließen. In Erwartung eines größeren Absatzvolumens gewähren die Hersteller den Krankenkassen Rabatte, was zur Entlastung der Krankenkassen-Budgets beitragen soll. Die Rabattvereinbarungen konnten sich auf das Gesamtsortiment (seit 2011 nicht mehr möglich) eines Herstellers beziehen oder auf einzelne Wirkstoffe. Selbst Rabattvereinbarungen über einzelne Arzneiformen eines Wirkstoffs und einzelne Packungsgrößen sind möglich. Die praktische Umsetzung und auch der tatsächliche Start dieser neuartigen Form der Arzneimittelversorgung der gesetzlich Krankenversicherten gelang jedoch erst durch das GKV-Wettbewerbsstärkungsgesetz (GKV-WSG), das überwiegend zum 1. April 2007 in Kraft trat, und das viele gesetzliche Krankenkassen sofort mit dem Inkrafttreten anwendeten. Erst mit dem GKV-WSG konnte den Herstellern durch die Krankenkasse eine (weitestgehend) exklusive Abgabe ihrer Arzneimittel garantiert werden.
Die Bundesregierung erhoffte sich durch die Arzneimittel-Rabattverträge eine Senkung der Lohnnebenkosten über die Senkung der Beiträge der Arbeitnehmer und Arbeitgeber zur gesetzlichen Krankenversicherung. Zu diesem Zweck setzte die CDU/CSU-SPD-Bundesregierung unter Angela Merkel die Gesundheitsreform 2007 um, deren Grundlagen noch von der Vorgängerregierung Gerhard Schröders durch die Parteien SPD und Bündnis 90/Die Grünen ausgearbeitet worden waren. Im Jahr 2010 sparten die Krankenkassen durch vertragliche Vereinbarungen 1,3 Mrd. Euro. Dabei sind aber die Transaktionskosten der Krankenkassen oder mögliche Einsparungen durch strukturelle Verschiebungen im Markt nicht berücksichtigt.
Ferner hoffte das Bundesministerium für Gesundheit (BMG), dass „die Qualität der Versorgung verbessert, die Wirtschaftlichkeit durch mehr Transparenz, einen intensiveren Wettbewerb und weniger Bürokratie erhöht und vor allem die Wahl- und Entscheidungsmöglichkeiten der Versicherten ausgeweitet“ werden könne. Zumindest die Arzneimittel-Rabattverträge ergaben jedoch eine zumindest zeitweise verminderte Versorgungsqualität durch Versorgungsengpässe bei den Vertrags-Arzneimittelherstellern mit bisher geringem Marktanteil. Die Transparenz der Versorgung sank erheblich, da die Vertragsinhalte der Rabattverträge nur den Vertragspartnern bekannt werden. Der erhoffte Bürokratie-Abbau verkehrte sich bei allen beteiligten Akteuren des Gesundheitswesens ins Gegenteil (siehe unten, unter „Folgen der Arzneimittel-Rabattverträge“). Die Wahl- und Entscheidungsmöglichkeiten der Versicherten wurden zumindest bei den Arzneimitteln nicht erweitert, da in der Regel nun die Vertragsgestaltung der Krankenkasse bestimmt, von welchem Hersteller das Arzneimittel sein soll, das der Patient von nun an erhalten wird. Verantwortlich und haftbar für das erhaltene Medikament ist nach wie vor der Arzt, der es verordnet hat; er hat als einziger die Möglichkeit, einen bestimmten Hersteller des Medikaments zu bestimmen, die Apotheke ist an die Rabattverträge gebunden. Lediglich in begründeten Ausnahmefällen darf der Apotheker/die Apothekerin ein anderes Arzneimittel abgeben (z. B. Teilbarkeit einer Arzneiform nicht gegeben, Akutversorgung im Notdienst). In diesem Falle ist dies auf dem Rezept zu dokumentieren.
Nicht nur einige am Gesundheitswesen beteiligten Institutionen, sondern auch politische Berater, die am Gesetzgebungsverfahren beteiligt waren, sind mit den Auswirkungen des GKV-Wettbewerbsstärkungsgesetzes unzufrieden und betrachten den Versuch der Bundesregierung, mit dem GKV-WSG und dem AVWG die Arzneimittel-Rabattverträge als Kostensenkungsinstrumente zu etablieren, als gescheitert. Mittlerweile mehren sich die Stimmen, die eine Einschränkung der Rabattverträge oder deren Abschaffung zugunsten praktikablerer Versorgungsmodelle fordern. Große Krankenkassen und deren Spitzenverband haben jedoch angekündigt, die Rabattverträge beibehalten zu wollen, da sie aus ihrer Sicht zu einer erfolgreichen Kostensenkung bei den Arzneimittel-Ausgaben beitrugen.

## Folgen der Arzneimittel-Rabattverträge

### Folgen für Krankenkassen
Die gesetzlichen Krankenkassen wählen einen oder mehrere Vertragspartner aus. Sie sind dabei an die Vorgaben des Vergaberechts für öffentliche Auftraggeber gebunden (Gesetz gegen Wettbewerbsbeschränkungen, GWB). Mit diesen vereinbaren sie für einen vereinbarten Zeitraum (bevorzugt zwei Jahre), welche Arzneimittel der Vertragshersteller exklusiv an die Versicherten der Krankenkasse abgegeben werden. Die Krankenkassen profitieren von Rabattzahlungen der Vertragshersteller.
Im Jahr 2015 erhielten die gesetzlichen Krankenkassen von den pharmazeutischen Unternehmern Rabattzahlungen in Höhe von rund 3,61 Milliarden Euro.

### Folgen für Patienten

#### Substitution

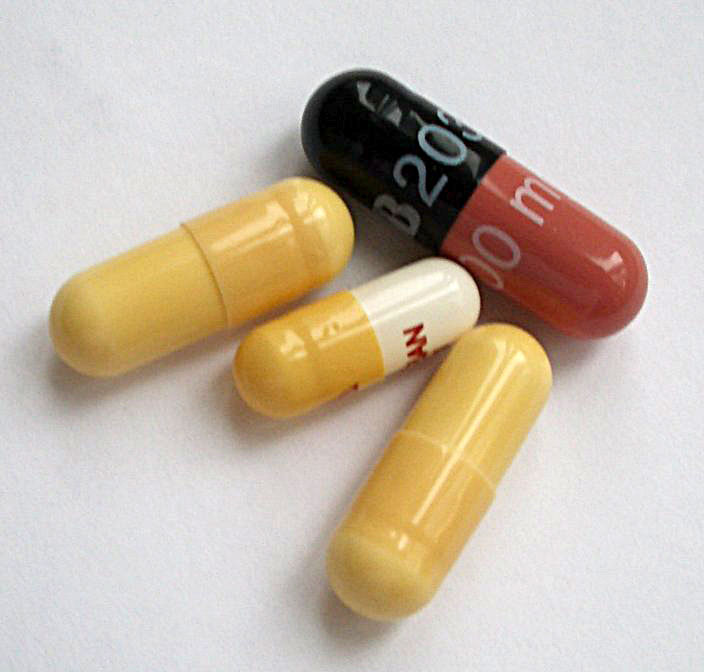
Gleicher Wirkstoff, anderes Aussehen: Ein Arzneimittel wird gegen ein gleichartiges eines anderen Herstellers ausgetauscht

Untersagt der Arzt bei seiner Arzneimittel-Verordnung den Austausch nicht, so erhält der Patient in der Apotheke nicht das Medikament von jenem Hersteller, der auf dem Rezept genannt ist, sondern ein Medikament mit gleichem Wirkstoff, gleicher Dosierung, gleicher Packungsgröße, gleichem Indikationsbereich und vergleichbarer Arzneiform von einem der Hersteller, die einen Rabattvertrag mit der Krankenkasse des Patienten geschlossen haben. Einigen Patienten, besonders jenen, die über sehr lange Zeit Arzneimittel eines Herstellers eingenommen haben, fällt diese Umstellung schwer. In diesen Fällen kann der Arzt auf der Abgabe des altgewohnten Arzneimittels bestehen, muss dies jedoch auf dem Rezept vermerken (Ausschluss von aut idem). Weigert sich der Arzt jedoch, dies zu tun, kann der Patient sein bisher gewohntes Arzneimittel nur noch dann erhalten, wenn er den vollen Verkaufspreis des Arzneimittels übernimmt. Der betroffene Patient erhält diese Kosten aber von seiner Krankenkasse nachträglich nur teilweise erstattet, es kommt in diesem Fall daher beinahe immer zum Austausch des bisherigen Arzneimittels gegen das des Rabattvertrags-Herstellers.
Handelt es sich bei dem ermittelten Rabattarzneimittel um ein bislang ungebräuchliches Präparat eines neuen Vertrags-Herstellers, so kann sich die Belieferung mit dem Arzneimittel verzögern. Das Medikament ist jedoch dank des schnellen Distributionssystems der öffentlichen Apotheken in den meisten Fällen in weniger als einem halben Tag in der Hand des Patienten. Einige Krankenkassen haben mit praktisch allen bedeutsamen Herstellern Rabattverträge geschlossen, so dass hier wieder Wahlfreiheit für Arzt und Apotheker herrscht.
Es gibt auch Krankenkassen, die dem Hersteller ab Gültigkeit des Rabattvertrages bis zu vier Monate Zeit lassen, bevor sie das Rabattarzneimittel liefern können müssen (Friedenspflicht), sodass in diesem Zeitraum von den Apotheken Nichtverfügbarkeit nachgewiesen werden muss, um ein anderes Präparat abgeben zu können.

#### Zuzahlung
Ein Arzneimittel, das aufgrund eines Arzneimittel-Rabattvertrags abgegeben wird, ist nicht automatisch von der Zuzahlung befreit. Es liegt im Ermessen der Krankenkasse, ob sie den Patienten die Zuzahlung ganz oder zur Hälfte erlassen möchte (§ 31 Abs. 3 S. 5 SGB V). Einige Krankenkassen gewähren die Zuzahlungsbefreiung, um die Akzeptanz der rabattierten Arzneimittel beim Patienten zu verbessern. Die Befreiung aufgrund des Festbetrages gilt nur solange, wie das Medikament diese Preisbedingung erfüllt. Senken die Krankenkassenverbände oder das Bundesministerium für Gesundheit den Festbetrag oder erhöht der Hersteller den Verkaufspreis, so entfällt diese Befreiung von der Zuzahlungspflicht wieder. Dies kann sich alle zwei Wochen ändern, wenn die Preisänderungsdaten in die Lauer-Taxe, die Preisliste für Arzneimittel und apothekenübliche Waren, aufgenommen worden sind.

### Folgen für die Arzneimittelhersteller
Durch die Einführung von Rabattverträgen in das deutsche Gesundheitssystem kam es zu teils massiven Verschiebungen von Marktanteilen bei den Arzneimittelherstellern. Dies ist hauptsächlich eine Folge der Rabattrunde durch die Allgemeinen Ortskrankenkassen (AOK), an der sich die großen Generika-Hersteller des Jahres 2007 nicht beteiligten, und stattdessen kleinere Pharma-Unternehmen zum Zuge kamen. In der Anfangszeit der Rabattverträge im Jahr 2007 wurden bei einigen Herstellern, deren Marktanteil an der Arzneimittel-Versorgung zuvor sehr gering gewesen war, die danach aber plötzlich eine große Zahl Versicherter großer Krankenkassen zu versorgen hatten, einige Medikamenten knapp. Beim Inkrafttreten neuer Rabattverträgen zum Jahreswechsel kann es auch weiterhin kurzzeitig zu geringen Lieferverzögerungen kommen, bis die Apotheken ihre Warenlager auf die neue Rabattsituation eingestellt haben. Durch die veränderte Marktsituation wurde der Arzt-Außendienst bei vielen Herstellern deutlich verkleinert.

### Folgen für die Ärzte und Apotheker
Vor allem in der Anfangszeit der Rabattverträge ab April 2007 entstand in den Arztpraxen und den Apotheken ein erheblicher Erklärungsbedarf zu der neuen Situation. Die Umsetzung der Rabattverträge gestaltete sich schwierig, weil in erheblichem Ausmaß und in recht kurzer Zeit die Medikation vieler Patienten ausgetauscht werden musste. Besonders die Medikation von Patienten, die an Lebensmittel- und Zusatzstoff-Unverträglichkeiten leiden, bedarf umfangreicher Verträglichkeitsprüfung, da womöglich andere Tabletten-Hilfsstoffe in den ausgetauschten Arzneimitteln enthalten sein können. Auch die Umstellungen der Praxis- und der Apotheken-Computer und sehr selten auch Unstimmigkeiten in den Rabattdatensätzen erhöhten den Zeitaufwand für die korrekte Bestimmung des Rabattarzneimittels.
Ärzte, die den Austausch der Medikamente nicht zulassen, können auch ein Jahr später nicht sicher abschätzen, wie sich dies auf ihre Entlohnung durch die Krankenkasse auswirkt. Bisher ist unklar, ob Ärzte, welche ihren Patienten die gewohnten, nicht in Rabattverträgen aufgeführten Arzneimittel verschreiben, von den Krankenkassen haftbar gemacht werden. Die Apotheker konnten vor allem in der Startphase der Rabattverträge oftmals die Arzneimittel aus Rabattverträgen nicht abgeben, obwohl sie dies der Verordnung entsprechend tun müssten. Dies lag daran, dass bei den Rabattarzneimitteln Lieferknappheiten auftraten, weil einige große Krankenkassen Rabattverträge mit Firmen abgeschlossen hatten, die bislang kaum Marktanteile im deutschen Gesundheitssystem hatten. Jede einzelne Lieferschwierigkeit muss aber dokumentiert werden, da nicht abzusehen ist, ob die Krankenkasse die Bezahlung des abgegebenen Arzneimittels vollständig verweigert, wenn die Lieferschwierigkeit nicht nachgewiesen werden kann. Auch die Haftungsfrage macht den Ärzten Sorgen, denn sie haften, wenn ein Patient ein Medikament erhält, das er nicht verträgt, und wenn er vom Arzt über dieses gesundheitliche Risiko nicht aufgeklärt wurde. Da der Arzt nicht immer vorhersehen kann, zu welchem Medikament ausgetauscht wird, kann das rechtliche Risiko für den Arzt unkalkulierbar sein.

## Kritik an den Arzneimittel-Rabattverträgen und rechtliche Verwerfungen
Die Krankenkassen wurden kritisiert, weil keine Zahlen veröffentlicht werden, aus denen sich die Höhe der Rabattzahlungen der Hersteller an die Krankenkassen bestimmen lassen. Die amtliche Statistik (KJ1) weist nur die Gesamthöhe nach Kassenart aus. Auch dem Vergabeverfahren mangelte es an Transparenz. Dies führte dazu, dass Ende 2007 einige Hersteller bestimmte Krankenkassen verklagten, weil sie beim Vertragszuschlag übergangen wurden. Die Vergabekammer der Bezirksregierung Düsseldorf, ein Gericht, das Verträge auf die Einhaltung wettbewerbsrechtlicher Bestimmungen prüft, erließ daraufhin ein Zuschlagsverbot. Auch die Vergabekammer des Bundeskartellamts stoppte die Vertragsvergabe durch Zuschlagsverbot. Den betroffenen Kassen wurde also der Abschluss des Rabattvertrags untersagt, wogegen einige derselben vor einem Sozialgericht Beschwerde einlegten.

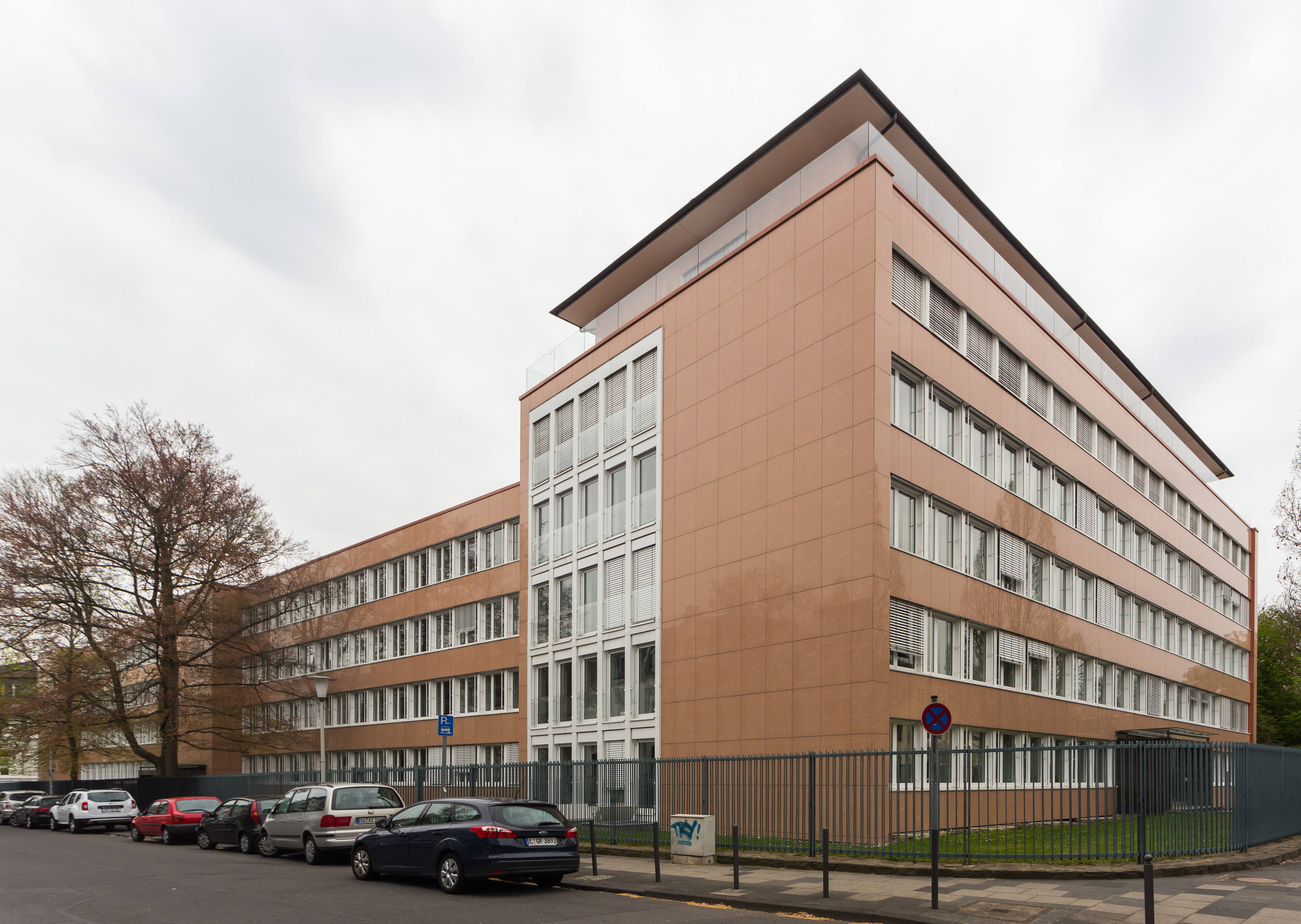
Bundeskartellamt in Bonn

Kurioserweise erklärten sich in der Folge verschiedene wettbewerbsrechtlich urteilende Landesgerichte und sozialrechtlich urteilende Sozialgerichte für zuständig und somit die jeweils andere Gerichtsart für nicht zuständig. Die urteilenden Gerichte fällten völlig gegensätzliche Entscheidungen. Dieses rechtliche Durcheinander wird auf die Einfügung wettbewerbsrechtlicher Elemente in das Fünftes Buch Sozialgesetzbuch (SGB V) zurückgeführt, die eine Normenkollision zwischen Sozialgesetzgebung, der gesetzliche Krankenkassen folgen, und den rechtlichen Bestimmungen des Handelsgesetzbuchs, dem die Arzneimittelhersteller als Unternehmen folgen, offenbarte. Sowohl Vertreter der Arzneimittelhersteller als auch der gesetzlichen Krankenkassen forderten den Gesetzgeber auf, für rechtliche Klarheit zu sorgen.
Am 22. April 2008 entschied das Bundessozialgericht, dass bei Streitigkeiten aufgrund des Versorgungsauftrages von Krankenkassen für ihre Versicherten ausschließlich der Weg über die Sozialgerichte gegeben sei (Az.: B 1 SF 1/08 R). Nach den Ausführungen des Gerichtes stehe dies im Einklang mit dem Grundgesetz und den europarechtlichen Vorschriften. Dennoch bestand damit für die gesetzlichen Krankenkassen und die Arzneimittelhersteller keine Rechtssicherheit, weil unklar blieb, ob die damals laufenden Verfahren vor den Landgerichten und Vergabekammern trotz dieser Entscheidung des Bundessozialgerichts fortzusetzen waren. Da erstgenannte Instanzen nach Maßgabe des Wettbewerbsrechts auf ihrer Zuständigkeit bestanden, entschied der Bundesgerichtshof (BGH) als letzte Instanz der ordentlichen Gerichtsbarkeit über die Zuständigkeit. Er sprach am 15. Juli 2008 ein Urteil über einen konkreten Fall, den zuvor das Bundessozialgericht entschieden hatte. Der BGH stellte zwar klar, dass das konkrete Urteil gültig sei, da das Bundessozialgericht als ein oberstes Bundesgericht für dieses Verfahren ein „grundsätzlich bindendes“ Urteil gesprochen habe, widersprach jedoch der Auffassung des Bundessozialgerichts, dass bei Rechtsstreitigkeiten zu Arzneimittel-Rabattverträgen generellen die Sozialgerichte zuständig seien. Als Begründung gab der Bundesgerichtshof an, dass Sozialgerichtsverfahren im Vergleich zu Verfahren vor Zivilgerichten viel zu lange dauerten. Das Bundessozialgericht wies die per Urteil geäußerte Kritik des BGH zurück: Die Verfahrensdauer sei auf dem Sozialgerichtswege nicht langsamer, über den Verfahrensweg habe das BSG bereits im Urteil endgültig entschieden.
Unterdessen hatte die Europäische Kommission der Bundesregierung ein Vertragsverletzungsverfahren vor dem Europäischen Gerichtshof angedroht. Die Rabattverträge der gesetzlichen Krankenkassen widersprächen den EU-Regeln für die Auftragsvergabe durch die öffentliche Hand und schlössen Arzneimittelhersteller, die keinen Rabattvertrag abschließen konnten, vom deutschen Gesundheitsmarkt aus. Die Bundesregierung erhielt zwei Monate Zeit, um durch eine neue Ausgestaltung der Sozialgesetzgebung den Forderungen der Europäischen Kommission zu entsprechen.
Am 17. Dezember 2008 trat das „Gesetz zur Weiterentwicklung der Organisationsstrukturen der Gesetzlichen Krankenversicherung“ (GKV-OrgWG) in Kraft. Mit dem GKV-OrgWG wurden unter anderem auch die strittigen Problemfelder der Rabattverträge neu geregelt. Zum einen wird die Anwendbarkeit des Vergaberechts auf die Rabattverträge durch die Neugestaltung des § 69 SGB V klargestellt. Das Vertragsverletzungsverfahren der EU könnte sich durch die Erfüllung der Forderungen seitens der EU-Kommission daher erledigt haben. Eine Entscheidung über die Fortführung oder Erledigung steht allerdings noch aus.
Zum anderen wird die Frage des Rechtswegs für die Rabattverträge ausdrücklich geregelt.
Das GKV-OrgWG stellt in Bezug auf die Festlegung des Rechtsweges für wettbewerbsrechtliche Streitigkeiten im Bereich der Rabattverträge eine Kompromisslösung zwischen den zuvor angeführten und nach bisherigem Recht potentiell maßgeblichen
Rechtswegen dar. Durch § 69 Abs. 2 SGB V n. F. wird dem Vergaberecht nach GWB Anwendbarkeit auf Verträge der gesetzlichen Krankenkassen eingeräumt. Insofern das Vergaberecht durch Vorliegen der Voraussetzungen der §§ 97 ff. GWB zur Anwendung gelangt, ist ebenso der Rechtsschutz nach §§ 102 ff. GWB gegeben. Demnach ist zunächst vor den Vergabekammern ein Nachprüfungsverfahren nach § 104 ff. GWB durchzuführen. Gegen Entscheidungen der Vergabekammern kann gemäß § 116 Abs. 1 S. 1 GWB unabhängig vom Streitgegenstand sofortige Beschwerde eingelegt werden. Allerdings sind in Bezug auf Streitigkeiten im Bereich der nach § 69 SGB V begründeten Rechtsbeziehungen für die sofortige Beschwerde gemäß § 116 Abs. 3 S. 1 Halbs. 2 GWB n. F. die Landessozialgerichte zuständig.
Die Modalitäten eines solchen Verfahrens werden in § 142a SGG n. F. geregelt. Dieser verweist im Wesentlichen auf die Vorschriften der sofortigen Beschwerde nach §§ 116 ff. GWB und soll einer beschleunigten und sachgerechten Entscheidung dienen. Nach der gesetzlichen Neuregelung ist eine Sonderzuweisung nach § 130a Abs. 9 SGB V a. F. nicht mehr möglich. Zur Vermeidung anhaltender Unsicherheiten und daraus resultierender weiterer zeitlicher Verzögerungen in bereits anhängigen Verfahren werden diese nach Maßgabe des § 207 SGG n. F. auf die Landesgerichte übergeleitet. Mit Inkrafttreten des Arzneimittelmarktneuordnungsgesetzes (AMNOG) wurde zum 1. Januar 2011 die Verantwortlichkeit aber wieder von den Landessozialgerichten auf die Oberlandesgerichte übertragen.
→ siehe auch: Abschnitt „Arzneimittel-Rabattverträge“ im Artikel Vergaberecht
Ein weiterer Kritikpunkt war, dass die Rabattzahlungen nicht in die Berechnungen der Arzneimittel-Ausgaben einflossen, sodass sich in den Angaben der Arzneimittelkosten eine Verzerrung in unbekannter Höhe ergab. Daher sind die Krankenkassen ab dem dritten Quartal 2008 zu einer Rechnungslegung verpflichtet, in der die Rabatte detailliert ausgewiesen werden.
Der Ende 2012 aufgelöste Deutsche Generikaverband, eine Interessenvertretung der kleinen und mittleren Generika-Anbieter, forderte 2008, das „Experiment Rabattverträge“ zu beenden, da ein „Chaos ohne Regeln und Transparenz entstanden“ sei, das besonders die mittelständischen Unternehmen belaste, und „auf dem Rücken von Patienten, Ärzten und Apothekern ausgetragen“ werde.